# Saint-Prix (Saona y Loira)
 Saint-Prix  es una población y comuna francesa, en la región de Borgoña, departamento de Saona y Loira, en el distrito de Autun y cantón de Saint-Léger-sous-Beuvray.

## Demografía
| 390 | 341 | 332 | 237 | 225 | 225 |
| Para los censos de 1962 a 1999 la población legal corresponde a la población sin duplicidades (Fuente: INSEE [Consultar]) |     |     |     |     |     |